# Sassetot-le-Mauconduit
Sassetot-le-Mauconduit – miejscowość i gmina we Francji, w regionie Normandia, w departamencie Sekwana Nadmorska.
Według danych na rok 1990 gminę zamieszkiwały 944 osoby, a gęstość zaludnienia wynosiła 107 osób/km² (wśród 1421 gmin Górnej Normandii Sassetot-le-Mauconduit plasuje się na 260. miejscu pod względem liczby ludności, natomiast pod względem powierzchni na miejscu 415.).